# سان سيبريانو دي أفيرسا
سان سيبريانو دي أفيرسا، (بالإنجليزية: San Cipriano d'Aversa)‏، هي (بلدية) في مقاطعة كازيرتا، في منطقة كامبانيا الإيطالية، وتقع على بعد حوالي 20 كم (12 ميل) شمال غرب نابولي، وحوالي 20 كم (12 ميل) جنوب غرب كازيرتا. تقع البلدة على أراضي Agro aversano - وهي منطقة ريفية بها 19 كومونة موزعة على أراضيها، وترتبط مباشرة بكومون كاسال دي برينسيبي على جانب، إلى كومونة كاسيبيسينا على الجانب الآخر.

## السكان
في سنة 1861 بلغ عدد السكان 2٬455 نسمة، وتطور العدد ليصل في سنة 2011 لـ 13٬416 نسمة.
يظهر هذا المخطط البياني تطور النمو السكاني لـ سان سيبريانو دي أفيرسا